# Юдиновская волость
Ю́диновская волость — административно-территориальная единица в составе Стародубского уезда.
Административный центр — село Юдиново.

## История
Волость образована в ходе реформы 1861 года.
В ходе укрупнения волостей, 7 июня 1928 года Юдиновская волость была упразднена, а её территория включена в состав Погарской волости.
Ныне территория бывшей Юдиновской волости входит в Погарский район Брянской области (кроме села Валуец и деревни Ширяевка, входящих в Почепский район).

## Административное деление
В 1919 году в состав Юдиновской волости входили следующие сельсоветы: Абаринский, Берёзовский, Валуецкий, Голяшовский, Долботовский, Казиловский, Карбовский, Михайловский, Михновский, Посудичский, Рожковский, Савостьяновский, Чеховский, Юдиновский, Юрковский.
По состоянию на 1 января 1928 года, Юдиновская волость включала в себя следующие сельсоветы: Абаринский, Берёзовский, Валуецкий, Голяшовский, Долбатовский, Казиловский, Карбовский, Михновский, Посудичский, Прирубковский, Савостьяновский, Чеховский, Ширяевский, Юдиновский, Юрково-Храповский.